# خیابان الرشید

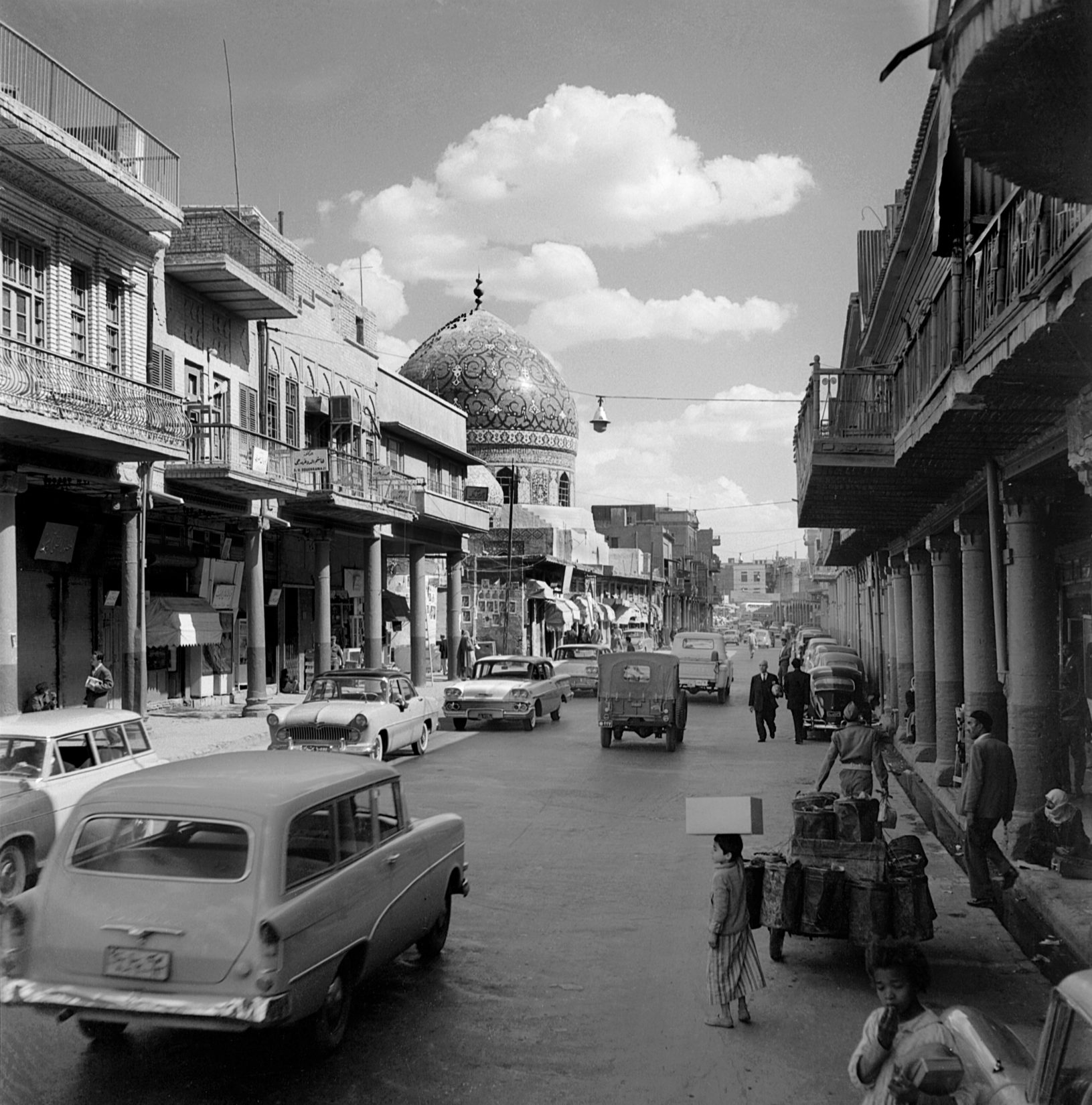
نگاره‌ای کهن از خیابان الرشید در بغداد - ۱۹۶۱ میلادی

خیابان الرشید یا شارع الرشید یکی از قدیمی‌ترین و مشهورترین خیابان‌های بغداد است که در منطقه الرشید واقع شده است. در دوران عثمانی این خیابان به نام خلیل پاشا حاکم بغداد خوانده می‌شد که بعدها به الرشید مشهور گشت.
مسجد حیدرخانه از بناهای تاریخی این خیابان است و خیابان متنبی (مرکز فرهنگی بغداد) نیز در این خیابان قرار دارد.